# ゼッゲブルーフ
ゼッゲブルーフ (ドイツ語: Seggebruch) は、ドイツ連邦共和国ニーダーザクセン州シャウムブルク郡のザムトゲマインデ・ニーンシュテットに属す町村（以下、本項では便宜上「町」と記述する）である。

## 地理
この町は、ミンデンとシュタットハーゲンとの間、鉄道ハノーファー-ミンデン線沿いに位置している。南はヴェーザーベルクラント・シャウムブルク＝ハーメルン自然公園に面している。

### 自治体の構成
この町を構成する8つの集落は、アルト・ゼッゲブルーフ、ノイ・ゼッゲブルーフ、ゼッゲブルーフ、タレンゼン、エヒトルフ、シールナイヒェン、ダイゼン、ジートルング・バウムである。

## 行政

### 議会
この町の町議会は、11人の議員からなる。

## 経済と社会資本

### 交通
最寄りのアウトバーンのインターチェンジは、A2号線ハノーファー - ドルトムント線のバート・アイルゼン・インターチェンジで、約 11 km 離れている。町の南部をミンデンからハノーファーに至る連邦道 B65号線が通っている。

## 引用
1. ↑  Landesamt für Statistik Niedersachsen, LSN-Online Regionaldatenbank, Tabelle A100001G: Fortschreibung des Bevölkerungsstandes, Stand 31. Dezember 2023